# Franciszek Opydo
Franciszek Opydo (12. července 1856 Dolna Wieś u Myślenic – 1923) byl rakouský lékař a politik polské národnosti z Haliče, na počátku 20. století poslanec Říšské rady.

## Biografie
Pocházel z rolnické rodiny. Vystudoval v letech 1876–1881 medicínu na Jagellonské univerzitě v Krakově. Roku 1881 získal titul doktora lékařství. Pracoval pak jako lékař ve Wadowicích. Byl aktivní i politicky. V letech 1897–1899 zastával funkci náměstka starosty města a od roku 1899 byl starostou. Byl rovněž členem okresního výboru.
Na počátku století se zapojil i do celostátní politiky. Ve volbách do Říšské rady roku 1901 byl zvolen za kurii venkovských obcí, obvod Wadowice, Myślenice. K roku 1901 se profesně uvádí jako praktický lékař. V parlamentu prosazoval regulaci haličských řek. Patřil do skupiny krakovských konzervativců (takzvaní Stańczycy). Byl členem poslanecké frakce Polský klub.